# Chervona ruta (película)
Chervona ruta (en ucraniano: Червона рута, romanizado: Červona ruta) es una película musical soviético-ucrainiana realizada por Roman Oleksiv y producida por los estudios Ukrtelefilm, fue estrenada el 1 de enero de 1971. Es una adaptación del guion escrito por Miroslav Skochilyas.
Sofia Rotaru y Vasily Zinkevich desempeñan el papel principal, así como conjuntos ucranianos soviéticos populares. Una de las primeras películas musicales soviéticas modernas, el primer musical ucraniano moderno filmado en Bukovina y los montes Cárpatos, en la RSS de Ucrania, combina diálogos breves con canciones legendarias pop-rock en lengua ucraniana y bailes característicos de Ucrania occidental con una coreografía pop moderna.
«Chervona ruta» significa la “ruda roja” en ucraniano. Deriva de la vieja leyenda eslava oriental según la cual la muchacha que encontrará esta flor en la noche de Iván Kupala será feliz en el amor.[cita requerida]